# 莉莉·布朗热
莉莉·布朗热（法語：Lili Boulanger，1893年8月21日—1918年3月15日），法国作曲家，娜迪亚·布朗热之妹。
她是一位音乐神童，但由于身体状况不佳，到1912年才进入巴黎音乐学院学习。1913年获罗马大奖引起轰动。一战期间献身公益事业，但因健康恶化，不幸于1918年逝世，年仅24岁。她在短暂一生中留下了许多有价值的音乐作品，继承了佛瑞的创作传统，又受到德布西影响，风格细腻优美，是不可多得的杰作。

## 外部連結
- 莉莉·布朗热的Discogs页面（英文）